# DirectPlay
DirectPlay是微軟的DirectX API的一部分。DirectPlay早期是用於網路線上的電腦遊戲的發展，至今DirectPlay已被用於其他用途。

## 網路模型
DirectPlay建立於UDP之上，DirectPlay 屬於OSI模型的第4和第5層。

## 介面
1. DirectPlay8Server，它允許訪問伺服器的功能
2. IDirectPlay8Client, 允許訪問的客戶端功能
3. IDirectPlay8Peer，允許訪問Peer-to-peer功能

## 未來
早期的DirectPlay 在DirectX中很少受到關注，但到了DirectX 8時有重大的突破，成為一個輕量級的網路函式庫。DirectPlay的未來並不樂觀，由於Xbox的堀起, Games for Windows - Live的技術取代了DirectPlay。DirectPlay目前還保留在Windows XP之中，但2007年的秋天以後, 微軟釋出的文件已經沒有牽涉到DirectPlay。Vista中仍有部份的DirectPlay Voice 被保留，但DirectPlay NAT 的部分已經被移除。

## 外部連結
- Microsoft DirectX 9（页面存档备份，存于） The last SDK to ship with DirectPlay headers and libraries.